# With a Song in My Heart (film)
With a Song in My Heart is een Amerikaanse muziekfilm uit 1952 onder regie van Walter Lang.

## Verhaal
De zangeres Jane Froman krijgt een baantje bij een radiozender in Cincinnati. Wanneer haar carrière tijdens de Tweede Wereldoorlog in het slop raakt, besluit ze voor de Amerikaanse troepen in Europa te gaan optreden. Haar vliegtuig stort neer en Jane raakt deels verlamd.

## Rolverdeling
| Acteur         | Personage      |
| -------------- | -------------- |
| Susan Hayward  | Jane Froman    |
| Rory Calhoun   | John Burn      |
| David Wayne    | Don Ross       |
| Thelma Ritter  | Clancy         |
| Robert Wagner  | Paratroeper    |
| Helen Westcott | Jennifer March |
| Una Merkel     | Zuster Marie   |
| Richard Allen  | Danser / Tenor |
| Max Showalter  | Harry Guild    |